# St. Martin (Grafing)

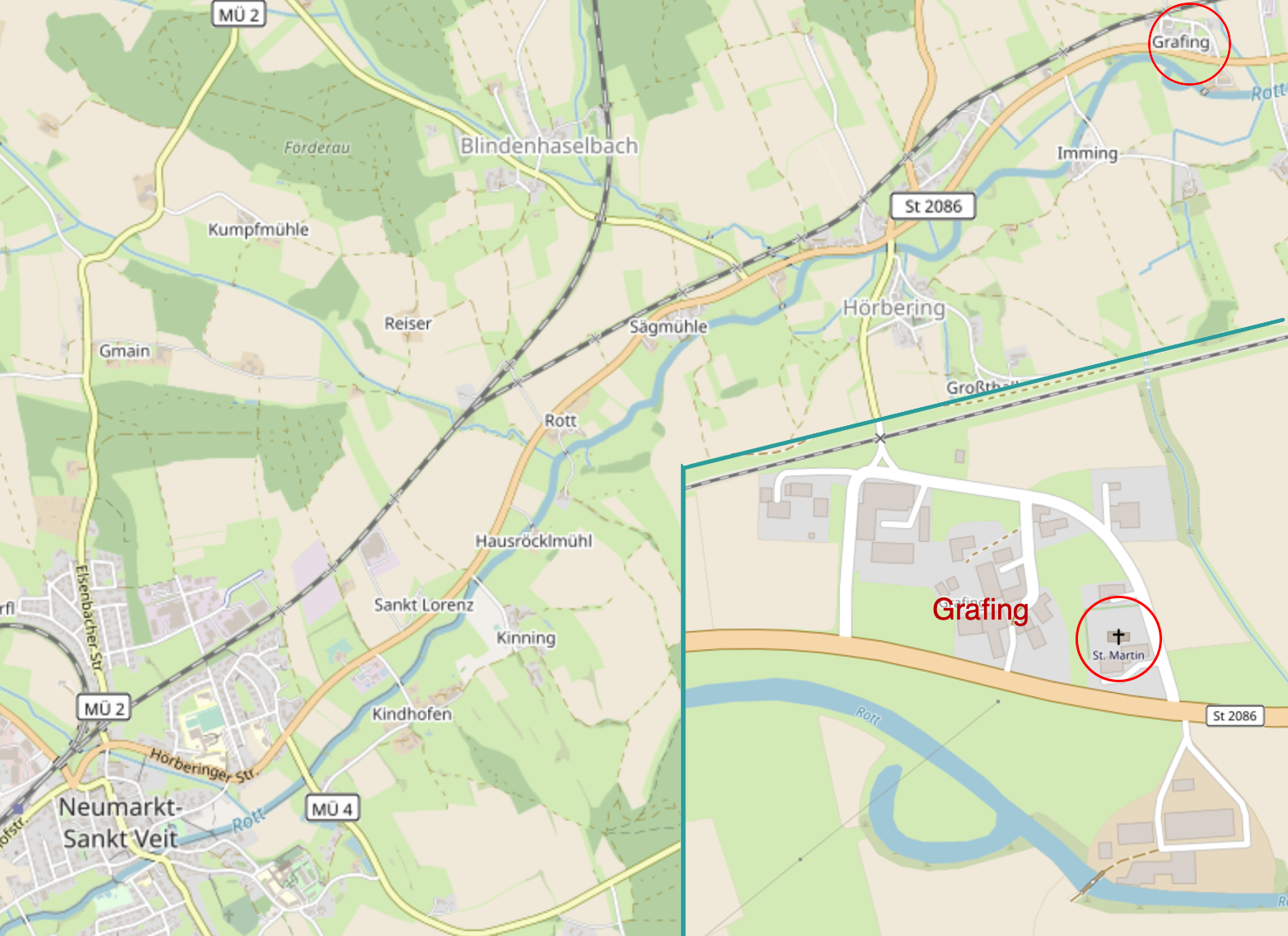
Lage des Weilers Grafing zur Kernstadt Neumarkt-Sankt Veit und Lage der Martinskirche im Weiler Grafing

Die katholische Filialkirche St. Martin in Grafing, einem Ortsteil der Stadt Neumarkt-Sankt Veit im oberbayrischen Landkreis Mühldorf am Inn, wurde im 14. Jahrhundert aus Backstein errichtet, ist aber heutzutage verputzt und geweißt.
Das exakt geostete Kirchlein ist 15 m lang, das Schiff 7,5 m breit und der eingezogene Rechteckchor etwa 5,8 m. Auf dem fensterlosen Westgiebel thront ein Giebelreiter mit spitzem Pyramidendach.
Der spitzbogige Eingang liegt westlich der Schiffsmitte in der Nordwand. Die Fenster sind – heute – rundbogig.
Nach der Informationsseite des Pfarrverbandes Neumarkt-Sankt Veit werden regelmäßige Messen in dieser Kirche derzeit nicht angeboten.